# 12292 Dalton
12292 Dalton (1991 LK2) là một tiểu hành tinh vành đai chính được phát hiện ngày 6 tháng 6 năm 1991 bởi E. W. Elst ở Đài thiên văn Nam Âu.